# 你心所愛，終將消逝
《你心所愛，終將消逝》是由史蒂芬·金於2001年在《紐約客》上刊登的一部短篇小說，後來又於2002年收錄在短篇小說集《史蒂芬金的14張牌》內。

## 故事簡介
艾菲是一個條碼機銷售員，終日在外四處推銷。艾菲有一個嗜好，就是喜歡收集人們在牆壁上寫的小金句，他有一本小筆記專門抄寫這些金句，並且打算將這些金句結集成書。只是生活實在太逼人，艾菲正預備吞槍自殺，無法完成這個夢想。在開槍前，他想到這些雜亂無章的句子，會令人以為他是一個瘋子，連累太太及女兒。所以他決定給自己最後一個機會。